# 黒門町 (名古屋市)
黒門町（くろもんちょう）は、愛知県名古屋市東区の地名。丁番を持たない単独町名である。住居表示未実施。

## 地理
名古屋市東区中央西部に位置する。東は豊前町、西は筒井町・車道町、南は筒井三丁目、北は百人町に接する。

## 歴史

### 町名の由来
名古屋城二の丸にある黒門の警備を担当する御持筒組または御持弓組同心の屋敷が当地に所在したことによるという説と、1695年（元禄8年）に当地に移転してきた宝池山自然院の本尊である阿弥陀如来立像が元々京都黒谷から移されたものであったことから門前を黒谷門前、一帯を黒門と称するようになったという説があるという。

### 沿革
- 1878年（明治11年）12月28日 - 西黒門小路・東黒門小路・北新組小路・南新組小路・阿部小路・木曽小路により、名古屋区黒門町として成立[1]。また、同日大曽根村内畑中町を西春日井郡黒門町と改称[1]。
- 1880年（明治13年）11月6日 - 西春日井郡黒門町を合併したとされる[1]。
- 1889年（明治22年）10月1日 - 名古屋市成立に伴い、同市黒門町となる[1]。
- 1908年（明治41年）4月1日 - 東区成立に伴い、同区黒門町となる[1]。
- 1942年（昭和17年）10月20日 - 一部が車道町に編入される[1]。
- 1981年（昭和51年）9月13日 - 車道町・筒井町・豊前町の各一部を編入する[1]。また、一部が筒井町・豊前町・筒井三丁目にそれぞれ編入される[1]。

## 世帯数と人口
2019年（平成31年）2月1日現在の世帯数と人口は以下の通りである。
| 町丁   | 世帯数  | 人口  |
| ------ | ------- | ----- |
| 黒門町 | 479世帯 | 936人 |

### 人口の変遷
国勢調査による人口の推移
| 2000年（平成12年） | 906人 | [ WEB 6 ] |  |
| 2005年（平成17年） | 905人 | [ WEB 7 ] |  |
| 2010年（平成22年） | 881人 | [ WEB 8 ] |  |
| 2015年（平成27年） | 928人 | [ WEB 9 ] |  |

## 学区
市立小・中学校に通う場合、学校等は以下の通りとなる。また、公立高等学校に通う場合の学区は以下の通りとなる。
| 番・番地等 | 小学校               | 中学校                 | 高等学校 |
| ---------- | -------------------- | ---------------------- | -------- |
| 全域       | 名古屋市立筒井小学校 | 名古屋市立あずま中学校 | 尾張学区 |

## 施設

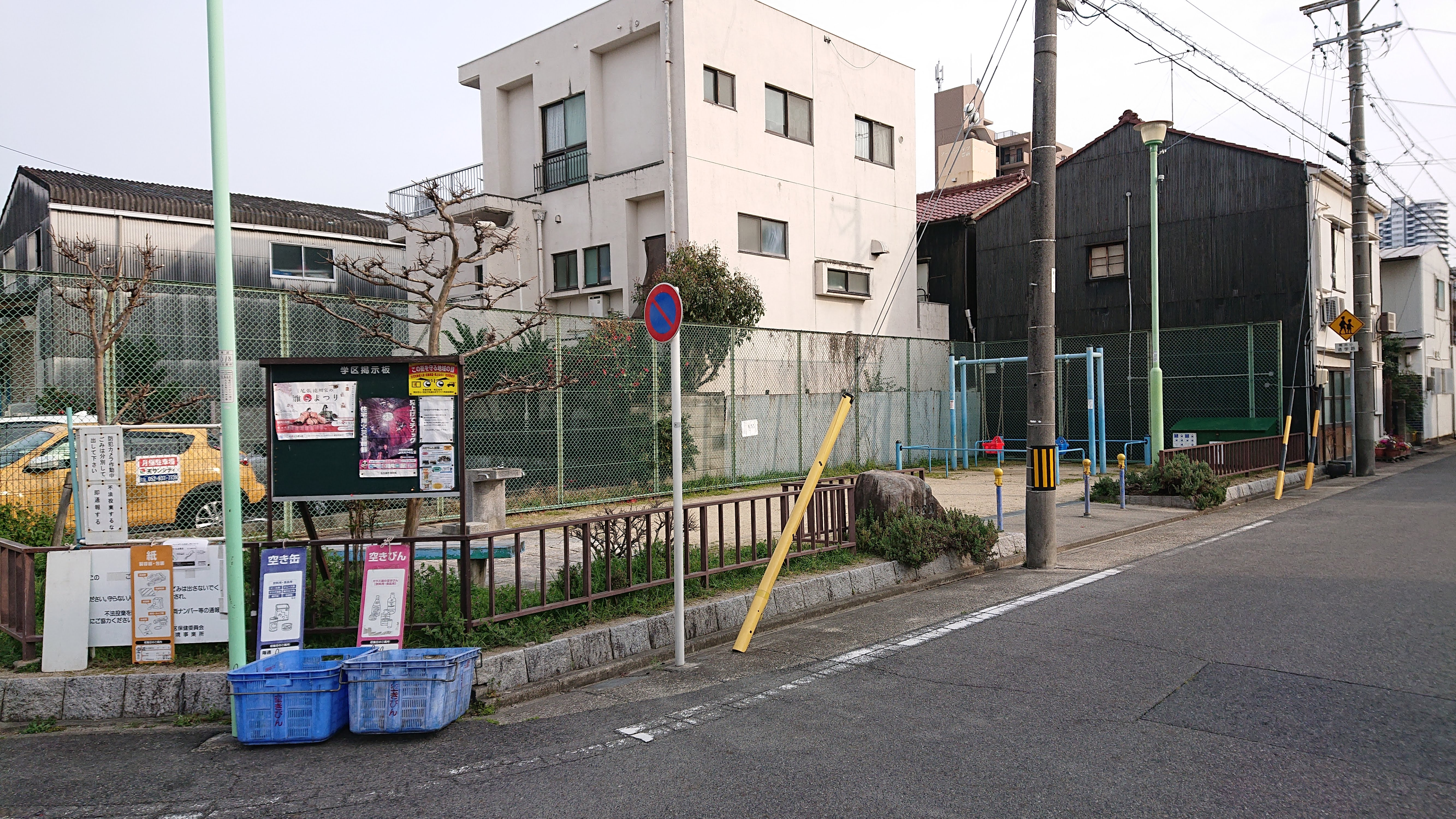
黒門東公園

2000年（平成12年）4月1日供用開始。
- 黒門東公園

## 人物
- 清沢満之[2]

## その他

### 日本郵便
- 郵便番号 : 461-0035[WEB 3]（集配局：名古屋東郵便局[WEB 13]）。

### WEB
1. ↑  “愛知県名古屋市東区の町丁・字一覧”.   人口統計ラボ. 2017年10月7日閲覧。
2. 1 2  “町・丁目(大字)別、年齢(10歳階級)別公簿人口(全市・区別)”.   名古屋市 (2019年2月20日). 2019年3月10日閲覧。
3. 1 2  “郵便番号”.  日本郵便. 2019年3月17日閲覧。
4. ↑  “市外局番の一覧”.   総務省. 2019年1月6日閲覧。
5. ↑  名古屋市役所市民経済局地域振興部住民課町名表示係 (2017年3月15日). “東区の町名一覧”.   名古屋市. 2017年10月7日閲覧。
6. ↑  名古屋市役所総務局企画部統計課統計係 (2005年7月1日). “（刊行物）名古屋の町(大字)・丁目別人口 (平成12年国勢調査) 東区” (xls). 2017年10月8日閲覧。
7. ↑  名古屋市役所総務局企画部統計課統計係 (2007年6月29日). “平成17年国勢調査　名古屋の町(大字)別・年齢別人口 東区” (xls). 2017年10月8日閲覧。
8. ↑  名古屋市役所総務局企画部統計課統計係 (2012年6月29日). “平成22年国勢調査　名古屋の町(大字)別・年齢別人口 東区” (xls). 2017年10月8日閲覧。
9. ↑  名古屋市役所総務局企画部統計課統計係 (2017年7月7日). “平成27年国勢調査　名古屋の町(大字)別・年齢別人口” (xls). 2017年10月8日閲覧。
10. ↑  “市立小・中学校の通学区域一覧”.   名古屋市 (2018年11月10日). 2019年1月14日閲覧。
11. ↑  “平成29年度以降の愛知県公立高等学校（全日制課程）入学者選抜における通学区域並びに群及びグループ分け案について”.   愛知県教育委員会 (2015年2月16日). 2019年1月14日閲覧。
12. ↑  “都市公園の名称、位置及び区域並びに供用開始の期日” (2019年5月1日). 2019年11月3日閲覧。
13. ↑  郵便番号簿 平成29年度版 - 日本郵便. 2019年03月10日閲覧 (PDF)

### 文献
1. 1 2 3 4 5 6 7 8 9  名古屋市計画局 1992, p. 741.
2. 1 2 3  「角川日本地名大辞典」編纂委員会 1989, p. 1512.
3. ↑  名古屋市計画局 1992, p. 140.